# Арбатский сельсовет
Арбатский сельсовет — сельское поселение в Таштыпском районе Хакасии.
Административный центр — село Арбаты.

## История
Статус и границы сельского поселения установлены Законом Республики Хакасия от 15 октября 2004 года № 73 «Об утверждении границ муниципальных образований Таштыпского района и наделении их соответственно статусом муниципального района, сельского поселения»

## Население
| 2002  | 2010  | 2012  | 2013  | 2014  | 2015  | 2016  |
| ----- | ----- | ----- | ----- | ----- | ----- | ----- |
| 2943  | ↘2741 | ↘2732 | ↘2666 | ↘2608 | ↘2540 | ↘2475 |
| 2017  | 2018  | 2019  | 2020  | 2021  |       |       |
| ↘2402 | ↘2386 | ↘2348 | ↘2309 | ↘2040 |       |       |

## Состав сельского поселения
В состав сельского поселения входят 5 населённых пунктов:
| № | Населённый пункт | Тип населённого пункта       | Население |
| - | ---------------- | ---------------------------- | --------- |
| 1 | Арбаты           | село, административный центр | ↗902      |
| 2 | Большие Арбаты   | деревня                      | ↘205      |
| 3 | Кирово           | деревня                      | ↘43       |
| 4 | Малые Арбаты     | посёлок                      | ↘1472     |
| 5 | Харачул          | посёлок                      | ↘119      |

### Упразднённые населённые пункты
Чистобай — исключена из учётных данных в связи согласно Постановлению Президиума Верховного Совета Республики Хакасия от 10 апреля 2001 г. N 57-п «Об исключении из учётных данных деревни Чистобай Арбатского сельсовета Таштыпского района».

## Местное самоуправление
Администрация
с. Арбаты, Октябрьская,  18
Глава администрации
- Лебедев Александр Сергеевич